# Fritz Lejeune
Friedrich August Josef Lejeune, genannt Fritz (* 1. Juli 1892 in Köln; † 26. Oktober 1966 in Villach, Österreich) war ein deutscher Arzt und Zahnarzt, ärztlicher Standespolitiker und Medizinhistoriker sowie Gründungspräsident des Deutschen Kinderschutzbundes e.V.

## Werdegang
Fritz Lejeune, als Sohn eines Kaufmanns in Köln aufgewachsen, legte dort 1912 am Realgymnasium die Reifeprüfung ab. Früh zeigte er Interesse und Begabung für Fremdsprachen. Er studierte Medizin, Zahnheilkunde und vergleichende Sprachwissenschaften an den Universitäten Bonn und Greifswald. Im Ersten Weltkrieg diente er als Unterarzt in einem Ersatzbataillon bis zu einer Erkrankung 1916. Im gleichen Jahr promovierte er in Greifswald beim Romanisten Gustav Thurau mit einer Arbeit über den Kölner Schriftsteller und Übersetzer Johannes Fastenrath (1839–1908) als Vermittler zwischen Deutschland und Spanien zum Dr. phil. 1918 folgte, ebenfalls in Greifswald, die Promotion zum Dr. med. sowie 1922 in Königsberg zusätzlich noch eine zahnheilkundliche Promotion.
Lejeune habilitierte sich zudem 1922 in Greifswald für Medizingeschichte und lehrte dort anschließend als Privatdozent, bevor er 1925 zurück nach Köln ging. 1927 erhielt er hier einen Lehrauftrag für Geschichte der Medizin an der Universität Köln, die ihn 1928 zum nichtbeamteten außerordentlichen Professor ernannte. Um den Lebensunterhalt seiner Familie zu sichern war er zunächst in Greifswald, dann auch in Köln als praktischer Arzt tätig.
Lejeune, der sich nach dem Ersten Weltkrieg in nationalistischen und völkischen Kreisen engagiert hatte, trat zum 11. Mai 1925 der NSDAP bei (Mitgliedsnummer 3.964) und fungierte einige Monate an der Seite des Mathematikers Theodor Vahlen als stellvertretender Gauleiter in Pommern. Lejeune schied August 1926 aus der Partei aus und trat ihr erst zum 1. Oktober 1932 erneut unter Beibehaltung seiner Mitgliedsnummer bei. Er war Mitglied der SA, von 1933 bis 1935 gehörte er der SS an. Des Weiteren gehörte er dem Deutschen Reichskriegerbund „Kyffhäuser“, der NSV, dem NS-Ärztebund und dem NS-Lehrerbund an. Von 1928 bis 1934 war er Vorsitzender der politisch rechtsgerichteten Reichsnotgemeinschaft Deutscher Ärzte, einem Sammelbecken für meist junge, bei den Krankenkassen nicht zugelassene Ärzte, die sich von den etablierten ärztlichen Standesorganisationen unzureichend vertreten fühlten. Mit der Überführung des Verbandes in NS-Organisationen 1934 wurde Lejeune in den Reichsausschuss für Ärzte und Krankenkassen berufen.
Die Machtübernahme der Nationalsozialisten begrüßte Lejeune. Sein frühes Engagement für die NS-Bewegung war ab 1933 seiner Karriere förderlich. Von nun an bekleidete er verschiedene Ämter in Kölner Hochschulgremien, außerdem hatte er unterschiedliche Funktionen in der NS-Dozentenschaft inne. Im Wintersemester 1934/35 wurde ihm die Leitung des Portugiesisch-Brasilianischen Instituts an der Universität Köln übertragen. Dessen Direktor und Gründer, der bedeutende Romanist Leo Spitzer, hatte als Jude die Lehrbefugnis verloren. Lejeune nutzte das Institut als Instrument der deutschen Auslandspropaganda und für den kulturellen Austausch mit dem faschistisch-autoritären portugiesischen Staat.
Trotz allem gelang es Lejeune nicht, in Köln ein Ordinariat zu erhalten. Stattdessen wechselte er 1939 nach Wien und übernahm die Leitung des Instituts für Geschichte der Medizin. Hier folgte er auf den nach dem Anschluss im März 1938 vertriebenen Max Neuburger. Unter Lejeune erweiterte die Bibliothek im Josephinum zwischen 1940 und 1945 ihren Bestand erheblich, wobei nicht zuletzt auch auf „arisierte“ und geraubte Bücher zurückgegriffen wurde. Beim Zusammenbruch des NS-Regimes setzte sich Lejeune aus Wien ab. Von US-Truppen Anfang April 1945 verhaftet, blieb er bis Ende 1946 im Internierungslager Glasenbach/Salzburg festgesetzt und wurde bei der Freilassung nach Deutschland abgeschoben.
Während seiner Haftzeit wurde er am 10. Mai 1945 vom Hochschuldienst beurlaubt und am 23. August 1945 als Reichsdeutscher aus diesem entlassen. Lejeunes Bemühungen, in der Nachkriegszeit seine akademische Karriere fortzusetzen, scheiterten. Publizistisch blieb er, inzwischen in Hamburg niedergelassen, weiterhin aktiv. Mit Erfolg veröffentlichte er 1951 ein Deutsch-Englisches Wörterbuch für Ärzte. Ein neues Betätigungsfeld fand er vor allem als Mitgründer (1953 in Hamburg) und erster Präsident des Deutschen Kinderschutzbundes (bis 1964). In dieser Funktion machte er auch mit drastischen Forderungen auf sich aufmerksam: Zum Beispiel schlug er laut einem Spiegel-Artikel 1962 vor, „offensichtlich geisteskranke Triebverbrecher“, aber auch „an schwerer Schizophrenie leidende Personen“, sollten in eigenen Siedlungen in „schwer zugänglichen Gebirgstälern oder auf einsamen Inseln [...] zwangsweise isoliert werden“. Gleichwohl ernannte ihn der Kinderschutzbund zu seinem Ehrenpräsidenten. Des Weiteren war Lejeune ab 1952 Senator der Deutschen Gesellschaft für Wissenschaft und Forschung. Außerdem gehörte er ab 1953 als beratender Arzt dem Vorstand der Deutschen Angestellten-Krankenkasse an. Er wurde 1959 in Hamburg emeritiert.
Trotz zahlreicher Publikationen und organisatorischem Geschick blieb Lejeunes wissenschaftlicher Einfluss im Fach Medizingeschichte bescheiden. Seine Arbeiten wurden meist mit Skepsis aufgenommen. Keine medizinhistorische Fachzeitschrift widmete ihm einen Nachruf.
Auf seiner Mitgliederversammlung im Jahr 2017 fasste der Deutschen Kinderschutzbund den Beschluss, sich aufgrund seines Engagements für das NS-Regime von seinem früheren Präsidenten Lejeune zu distanzieren und ihn – zumindest „in zukünftigen Publikationen oder Veröffentlichungen“ – nicht mehr als Ehrenpräsidenten zu benennen.

## Veröffentlichungen (Auswahl)
- Die deutsch-spanischen Freundschaftsbestrebungen von Johannes Fastenrath. Abel, Greifswald 1916; zugleichen Philosophische Dissertation Greifswald; erweiterte Fassung in der Schriftenreihe Romanisches Museum. Bd. 11, Bruncken, Greifswald 1917.
- Die Albee’sche Operation, ihre Erfolge und Anwendung an der Chirurgischen Klinik zu Greifswald. Hans Adler, Greifswald 1917; zugleich Medizinische Dissertation Greifswald.
- Die Zahnheilkunde im dreizehnten Jahrhundert mit besonderer Berücksichtigung Guglielmo da Salicetos und Lanfranchis (nach lateinischen, italienischen und spanischen Inkunabeln) (Arbeiten der Deutsch-Nordischen Gesellschaft für Geschichte der Medizin, der Zahnheilkunde und der Naturwissenschaften; 2). Bamberg, Greifswald 1923 (81 S.) [= Diss. med. dent., Univ. Königsberg].
- Die Brücke. Klinische Bilder in 6 Sprachen. Ein Hilfsbruch für Ärzte bei der Behandlung fremdsprachiger Patienten. Thieme, Leipzig 1941.
- Leitfaden zur Geschichte der Medizin. Georg Thieme, Leipzig 1943.
- Deutsch-englisches, englisch-deutsches Wörterbuch für Ärzte = German-English, English-German dictionary for physicians. Bd. 1: Deutsch – Englisch. Thieme, Stuttgart 1951; Bd. 2: Englisch – Deutsch. Thieme, Stuttgart 1953 (zus. mit Werner E. Bunjes) [weitere Aufl. 1954 und 1958; neu bearb. 1968].
- Christoph Wilhelm Hufeland: Makrobiotik oder Die Kunst, das menschliche Leben zu verlängern. Eingel. u. hg. von F. Lejeune (Der Text folgt d. 8. Aufl. von 1860), Hippokrates-Verlag, Stuttgart 1958.